# Diplonevra peregrina
Diplonevra peregrina är en tvåvingeart som beskrevs av Christian Rudolph Wilhelm Wiedemann 1830. Diplonevra peregrina ingår i släktet Diplonevra och familjen puckelflugor. Inga underarter finns listade i Catalogue of Life.